# Lorenzo Boschetti
Lorenzo Boschetti (fl. XVIII secolo) è stato un architetto italiano la cui attività è attestata a Venezia tra il 1709 e il 1772.

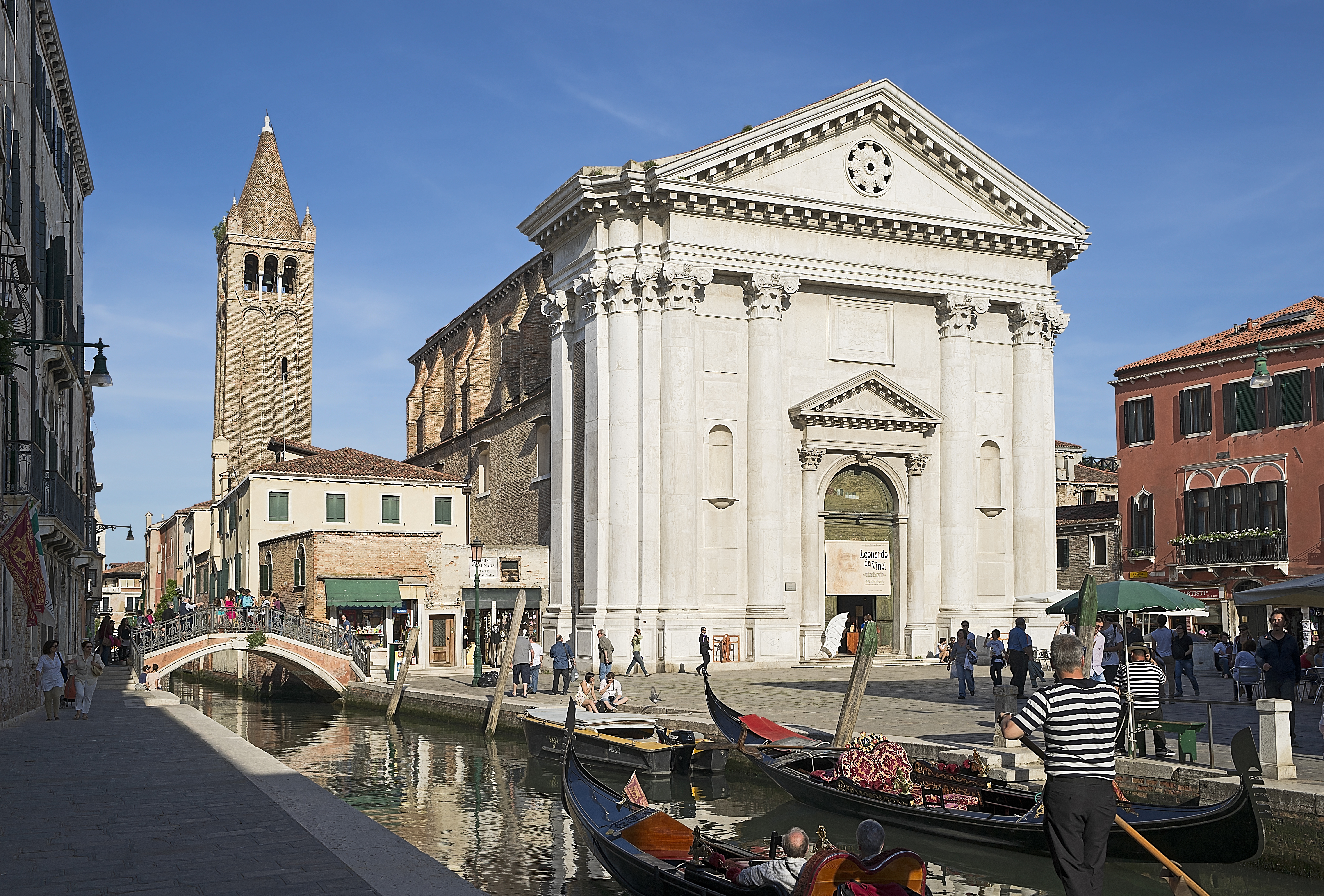
La facciata della chiesa di San Barnaba.

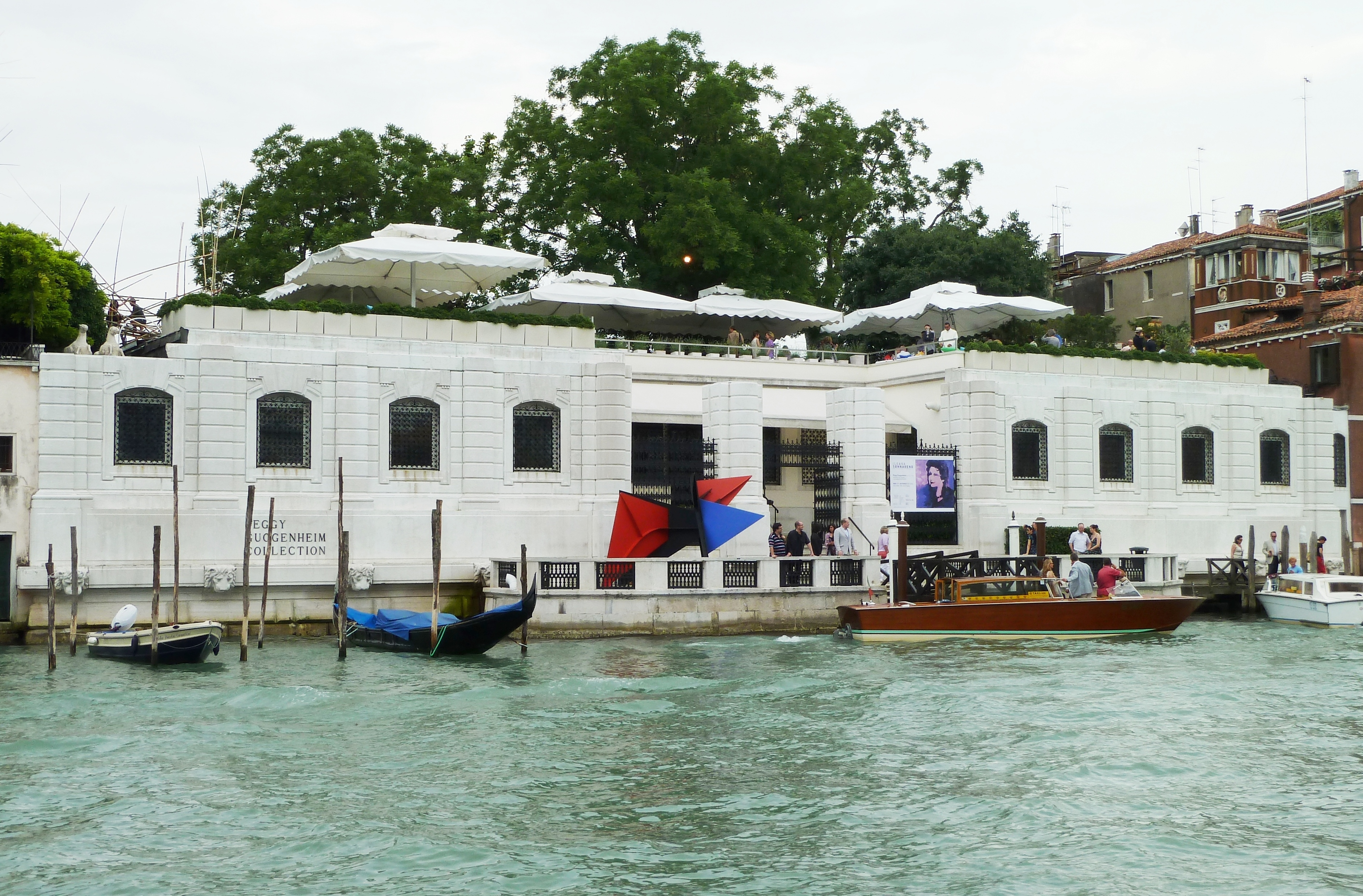
Palazzo Venier dei Leoni.

Di lui si sa assolutamente poco ma, certamente, fu una personalità molto versatile e all'epoca assai nota. Artisticamente, tuttavia, dimostra una scarsa personalità.
La prima informazione sul suo conto ci viene data da Vincenzo Coronelli, che nel 1710 pubblicò i dodici progetti candidati al rifacimento della facciata di San Stae, come disposto dal doge Alvise II Mocenigo prima di morire. Tra questi spicca quello dell'"architetto N. Boschetti": considerate le numerose imprecisioni del Coronelli e dato che non si conoscono altri architetti con questo cognome, è quasi certo che il progetto sia di Lorenzo Boschetti.
Tra il 1749 e il 1772 si occupò della ricostruzione della chiesa di San Barnaba, autodefinendosi seguace di Giorgio Massari. Doveva effettivamente esserne un discepolo, visto che l'architettura si avvicina molto a quella dei Gesuati, ricostruita proprio dal Massari nella prima metà del Settecento; si tratta, a dire il vero, di un'imitazione piuttosto grossolana, ma nei particolari non è priva di raffinatezza.
Come affermano due stampe dell'incisore Giorgio Fossati, suo è anche il progetto del palazzo Venier dei Leoni  (1749), costruzione di cui fu realizzata solo parte del pianterreno. Numerosi i riferimenti ad altri autori, a scapito dell'iniziativa personale: stando ai disegni e a un modellino in legno conservato al Museo Correr, l'edificio sarebbe risultato simile al palazzo Grassi del Massari, con richiami al Sansovino e al Palladio per quanto riguarda la pianta e al Longhena per la decorazione della facciata.
Ancora da indagare la sua importante attività di ingegnere idraulico, visto che è sua la Dimostrazione scenografica et ortografica di un nuovo riparo per i pubblici Lidi veneti, pubblicata a Venezia nel 1707.